# Памятник Ленину на Тверской площади
Памятник В. И. Ленину на Тверской площади располагается в Москве сквере у здания РГАСПИ. Установлен в 1940 году. Авторы памятника — скульптор С. Д. Меркуров и архитектор И. А. Француз. Памятник имеет статус объекта культурного наследия федерального значения.

## Описание
Скульптура В. И. Ленина изготовлена из красного гранита. Она установлена на постаменте, сложенном из блоков тёмно-серого гранита. Ленин изображён сидящим и наклонённым вперёд. Создаётся впечатление, что он внимательно слушает своего собеседника. Левой рукой Ленин облокотился на колено, в ней у него блокнот. Правая рука с карандашом — за спинкой кресла. По утверждению искусствоведа Н. Д. Соболевского, «пластическое выражение скульптурного образа прекрасно гармонирует с психологически живым и ярким обликом Ильича».
Место установки памятника выбрано не случайно. Ленин неоднократно выступал на Тверской (тогда Советской) площади с балкона здания Моссовета (ныне Мэрии Москвы), о чём напоминает мемориальная доска. Памятник был установлен напротив здания Института В. И. Ленина при ЦК ВКП(б) (ныне РГАСПИ).
Перед установкой памятника, скульптура В. И. Ленина демонстрировалась на Всемирной выставке 1939 года в Нью-Йорке.